# Groot-Brittannië op de Olympische Winterspelen 1932
Tijdens de Olympische Winterspelen van 1932, die in Lake Placid (Verenigde Staten) werden gehouden, nam Groot-Brittannië voor de derde keer deel.

## Deelnemers en resultaten

### Kunstrijden
| Olympiër         | Discipline | Resultaat | Prestatie             |
| ---------------- | ---------- | --------- | --------------------- |
| Megan Taylor     | vrouwen    | 7e        | pc. 55; 1911,8 punten |
| Cecilia Colledge | vrouwen    | 8e        | pc. 64; 1851,6 punten |
| Mollie Phillips  | vrouwen    | 9e        | pc. 63; 1864,7 punten |
| Joan Dix         | vrouwen    | 10e       | pc. 75; 1833,6 punten |

België · Canada · Duitsland · Finland · Frankrijk · Groot-Brittannië · Hongarije · Italië · Japan · Noorwegen · Oostenrijk · Polen · Roemenië · Tsjecho-Slowakije · Verenigde Staten · Zweden · Zwitserland